# Tipula (Eumicrotipula) campa
Tipula (Eumicrotipula) campa is een tweevleugelige uit de familie langpootmuggen (Tipulidae). De soort komt voor in het Neotropisch gebied.